# Timber Drop
Timber Drop – stalowa kolejka górska zbudowana w parku rozrywki Fraispertuis City w Jeanménil, we Francji. Przez zaledwie kilkanaście dni, od 2 do 16 lipca 2011 roku, kolejka o największym kącie spadku na świecie wynoszącym 113°. Straciła ten tytuł na rzecz japońskiej kolejki Takabisha (121°). Wciąż pozostaje jednak rollercoasterem o największym kącie spadku w Europie.

## Opis przejazdu
Po opuszczeniu stacji pociąg wykonuje ostry zwrot o 180° w prawo i rozpoczyna wjazd na wzniesienie, na szczyt którego wciągany jest za pomocą wyciągu łańcuchowego. Na jego szczycie wykonuje krótki slalom oraz zwrot o 180° w lewo, po czym natychmiast rozpoczyna spadek pod kątem 113° wewnątrz tunelu stylizowanego na pusty w środku pień drzewa. Następnie pociąg wznosi się, wykonuje ostry zwrot w lewo o 180°, mija sekcję hamulców awaryjnych, po czym pokonuje jeszcze jeden zakręt w lewo pochylony na zewnątrz, z którego przechodzi natychmiast w kolejny zwrot o 180° w lewo, jednocześnie będący początkiem pętli nurkującej i zostaje odwrócony "do góry nogami". Odwrócony pociąg wraca do normalnego położenia zjeżdżając połową pętli, pokonuje wzniesienie i mija kolejną sekcję hamulców. Następnie wykonuje ostry zwrot w prawo o 180°, pokonuje inwersję zwaną in-line twist (rodzaj beczki), znów zawraca po łuku w prawo, zostaje wyhamowany i wraca na stację.

## Miejsca w rankingach
| European Star Award – Top 10 stalowych kolejek górskich w Europie | European Star Award – Top 10 stalowych kolejek górskich w Europie | European Star Award – Top 10 stalowych kolejek górskich w Europie | European Star Award – Top 10 stalowych kolejek górskich w Europie | European Star Award – Top 10 stalowych kolejek górskich w Europie | European Star Award – Top 10 stalowych kolejek górskich w Europie | European Star Award – Top 10 stalowych kolejek górskich w Europie | European Star Award – Top 10 stalowych kolejek górskich w Europie |
| ----------------------------------------------------------------- | ----------------------------------------------------------------- | ----------------------------------------------------------------- | ----------------------------------------------------------------- | ----------------------------------------------------------------- | ----------------------------------------------------------------- | ----------------------------------------------------------------- | ----------------------------------------------------------------- |
| 2012                                                              | 2013                                                              | 2014                                                              | 2015                                                              | 2016                                                              | 2017                                                              | 2018                                                              | 2019                                                              |
| –                                                                 | 5                                                                 | 8                                                                 | –                                                                 | –                                                                 | –                                                                 | –                                                                 | –                                                                 |